# 阿特瓦里乌帕齐拉
阿特瓦里是孟加拉国的一个乌帕齐拉，位于朗布尔专区的班乔戈尔县。

## 地理
阿特瓦里乌帕齐拉的坐标为26°18′30″N 88°27′30″E / 26.3083°N 88.4583°E，总面积为209.92平方公里。

## 人口
据1991孟加拉国人口普查，阿特瓦里乌帕齐拉共有20941户人家，总计103906人口，其中男性占比51.42%，女性占比48.58%，成年人口为52469。该地七岁以上人口之平均识字率为37.8%，高于全国平均水平（32.4%）。